# Präsidentenpalast
Ein Präsidentenpalast ist in einigen Ländern der offizielle Amtssitz des Präsidenten. Einige Länder nennen den Amtssitz ihres Staatsoberhauptes jedoch nicht Palast. Einige Präsidentenpaläste waren einst die offiziellen Residenzen der Monarchen in ehemaligen Monarchien, die während des Übergangs dieser Staaten in die Republiken erhalten blieben. Einige andere Präsidentenpaläste waren einst die offiziellen Residenzen der Vizekönige in ehemaligen Kolonien, die während ihres Übergangs in unabhängige Staaten erhalten blieben. Der Rashtrapati Bhavan in Indien ist der größte Präsidentenpalast der Welt.

## Liste
Dies ist eine Liste mit einer Auswahl an Beispielen von Gebäuden.

### Afrika
| Land                         | Gebäude/Stadt                         | Bild | Bemerkung             |
| ---------------------------- | ------------------------------------- | ---- | --------------------- |
| Demokratische Republik Kongo | Nationalpalast, Kinshasa              |      |                       |
| Ghana                        | Jubilee House, Accra                  |      |                       |
| Kamerun                      | Einheitspalast, Yaoundé               |      |                       |
| Kap Verde                    | Präsidentenpalast, Praia              |      |                       |
| Kenia                        | State House, Nairobi                  |      |                       |
| Madagaskar                   | Iavoloha-Palast, Antananarivo         |      |                       |
| Madagaskar                   | Ambohitsorohitra-Palast, Antananarivo |      | Zeremonielle Residenz |
| Mauretanien                  | Präsidentenpalast, Nouakchott         |      |                       |
| São Tomé und Príncipe        | Präsidentenpalast, São Tomé           |      |                       |
| Seychellen                   | State House, Victoria                 |      |                       |
| Sierra Leone                 | State House, Freetown                 |      |                       |
| Somaliland                   | Präsidentenpalast, Hargeysa           |      |                       |
| Südafrika                    | Union Buildings, Pretoria             |      |                       |
| Südafrika                    | Tuynhuys, Kapstadt                    |      |                       |
| Südafrika                    | Mahlamba Ndlopfu, Pretoria            |      |                       |

### Amerika
| Land                    | Gebäude/Stadt                                     | Bild | Bemerkung            |
| ----------------------- | ------------------------------------------------- | ---- | -------------------- |
| Argentinien             | Casa Rosada, Buenos Aires                         |      | Offizieller Amtssitz |
| Argentinien             | Quinta de Olivos, Provinz Buenos Aires            |      | Offizielle Residenz  |
| Bolivien                | Casa Grande del Pueblo, La Paz                    |      |                      |
| Brasilien               | Palácio do Planalto, Brasilia                     |      | Offizieller Amtssitz |
| Brasilien               | Palácio da Alvorada, Brasilia                     |      | Offizielle Residenz  |
| Chile                   | La Moneda, Santiago de Chile                      |      | Offizieller Amtssitz |
| Chile                   | Präsidentenpalast am Cerro Castillo, Viña del Mar |      | Sommerresidenz       |
| Costa Rica              | Casa Presidencial, San José                       |      |                      |
| Dominica                | Staatshaus, Roseau                                |      |                      |
| Dominikanische Republik | Palacio Nacional, Santo Domingo                   |      |                      |
| El Salvador             | Casa Presidencial, San Salvador                   |      |                      |
| Kolumbien               | Casa de Nariño, Bogota                            |      |                      |
| Kuba                    | Palast der Revolution, Havanna                    |      |                      |
| Peru                    | Regierungspalast, Lima                            |      |                      |
| Vereinigte Staaten      | Weißes Haus, Washington D.C.                      |      |                      |

### Asien
| Land          | Gebäude/Stadt                 | Bild | Bemerkung                                                 |
| ------------- | ----------------------------- | ---- | --------------------------------------------------------- |
| Armenien      | Präsidialresidenz, Jerewan    |      |                                                           |
| Aserbaidschan | Präsidentenpalast, Baku       |      |                                                           |
| Indien        | Rashtrapati Bhavan, Neu-Delhi |      |                                                           |
| Kasachstan    | Ak-Orda-Palast, Astana        |      |                                                           |
| Mongolei      | Regierungspalast, Ulaanbaatar |      | Zugleich auch Sitz der Regierung                          |
| Osttimor      | Präsidentenpalast, Dili       |      | Vorgänger: Palácio das Cinzas; Notsitz: Palácio de Lahane |
| Syrien        | Präsidentenpalast, Damaskus   |      |                                                           |

### Europa
| Land                    | Gebäude/Stadt                             | Bild | Bemerkung            |
| ----------------------- | ----------------------------------------- | ---- | -------------------- |
| Albanien                | Pallati i Brigadave, Tirana               |      | Residenz             |
| Albanien                | Presidenca, Tirana                        |      | Amtssitz             |
| Belarus                 | Palast der Unabhängigkeit, Minsk          |      |                      |
| Bosnien und Herzegowina | Präsidialamt, Sarajevo                    |      |                      |
| Bulgarien               | Präsidentenpalast, Sofia                  |      |                      |
| Deutschland             | Schloss Bellevue, Berlin                  |      | Erster Amtssitz      |
| Deutschland             | Villa Hammerschmidt, Bonn                 |      | Zweiter Amtssitz     |
| Estland                 | Präsidentenpalast, Tallinn                |      |                      |
| Finnland                | Präsidentenpalais, Helsinki               |      |                      |
| Frankreich              | Élysée-Palast, Paris                      |      |                      |
| Georgien                | Zeremonieller Palast von Georgien, Tiflis |      |                      |
| Griechenland            | Kronprinzenpalais, Athen                  |      |                      |
| Irland                  | Áras an Uachtaráin, Dublin                |      |                      |
| Island                  | Bessastaðir, Álftanes                     |      |                      |
| Italien                 | Quirinalspalast, Rom                      |      |                      |
| Kroatien                | Präsidentenpalast, Zagreb                 |      |                      |
| Lettland                | Rigaer Schloss, Riga                      |      |                      |
| Litauen                 | Präsidentenpalast, Vilnius                |      |                      |
| Malta                   | San Anton Palace, Attard                  |      | Offizielle Residenz  |
| Malta                   | Verdala Palace, Siġġiewi                  |      | Sommerresidenz       |
| Moldau                  | Präsidentenpalast, Chișinau               |      |                      |
| Montenegro              | Blauer Palast, Cetinje                    |      |                      |
| Nordmazedonien          | Villa Vodno, Skopje                       |      |                      |
| Österreich              | Hofburg (Leopoldinischer Trakt), Wien     |      |                      |
| Polen                   | Präsidentenpalast, Warschau               |      | Amtssitz             |
| Polen                   | Belvedere, Warschau                       |      | Offizieller Wohnsitz |
| Portugal                | Palácio Nacional de Belém, Lissabon       |      |                      |
| Slowenien               | Präsidentenpalast, Ljubljana              |      |                      |
| Tschechien              | Prager Burg, Prag                         |      |                      |
| Ungarn                  | Palais Sándor, Budapest                   |      |                      |
| Zypern                  | Präsidentenpalast, Nikosia                |      |                      |

### Ozeanien
| Land    | Gebäude/Stadt           | Bild | Bemerkung |
| ------- | ----------------------- | ---- | --------- |
| Fidschi | Regierungsgebäude, Suva |      |           |